# Nachtfalter
Nachtfalter (Falena/Farfalla) op.157, è un valzer di Johann Strauss II.
Nell'agosto del 1854 l'Austria firmò un accordo con Inghilterra e Francia secondo il quale l'Impero non sarebbe intervenuto nella guerra di Crimea a fianco della Russia, ma avrebbe mantenuto la neutralità permettendo così a Inghilterra e Francia di proteggere l'Impero ottomano dalle mire espansionistiche dello Zar.
L'azione dell'Austria provocò le ire dello Zar, che minacciò una rappresaglia contro la monarchia asburgica. Oltre alla delicata situazione politica, una nuova e virulenta minaccia arrivò a Vienna nell'autunno del 1854: un'epidemia di colera.
In quel periodo Johann Strauss scrisse il valzer Nachtfalter, composto in occasione di un ballo che si tenne al Casinò Unger (nei sobborghi di Hernals) il 28 agosto di quell'anno. Anche se a causa dei problemi che la città di Vienna stava vivendo in quel periodo il brano non ricevette troppe attenzioni, divenne poi popolarissimo a Pavlovsk, in Russia.
Particolarmente interessanti sono l'introduzione e il valzer d'apertura che con la loro melodia cercano di rievocare il volo della farfalla.
Franz Liszt, ammiratore del valzer, in varie occasioni suonò al pianoforte il brano con la figlia Cosima Liszt.